# 大阪府道184号柏原停車場大県線
大阪府道184号柏原停車場大県線（おおさかふどう184ごう かしわらていしゃじょうおおがたせん）は、大阪府柏原市を通る、かつて存在した一般府道である。

## 概要
柏原市今町1丁目から柏原市大県3丁目に至る。JR西日本関西本線・近鉄道明寺線 柏原駅西側から東方向へ延びていた。
2024年（令和6年）3月31日、路線廃止。廃止区間は本路線の起点を短縮するかたちで大阪府道262号清州大県線が認定された。

### 路線データ
- 起点：大阪府柏原市今町1丁目（JR西日本関西本線・近鉄道明寺線 柏原駅前）
- 終点：大阪府柏原市大県3丁目（大県交差点、国道170号交点）
- 総延長：1.2 km

## 歴史
- 2024年（令和6年）3月31日 - 大阪府告示第551号により、路線廃止[1]。廃止区間は本路線の起点を短縮するかたちで大阪府道262号清州大県線に変更[2]。

## 地理

### 通過していた自治体
- 大阪府
  - 柏原市

### 交差していた道路
| 交差していた道路                              | 交差していた場所 | 交差していた場所  |
| --------------------------------------------- | ---------------- | ----------------- |
| 国道170号 大阪府道20号枚方富田林泉佐野線 重複 | 大県3丁目        | 大県交差点 / 終点 |

### 交差していた鉄道
- 関西本線
- 近鉄大阪線

### 沿線
- JR西日本関西本線・近鉄道明寺線 柏原駅
- 柏原黒田神社
- 柏原市立柏原小学校
- 柏原市立柏原中学校
- 柏原市立柏原東小学校
- 近鉄大阪線 堅下駅
- 柏原市堅下合同会館